# Solheim Cup 2013
Navigation
2011 2015
La treizième édition de la Solheim Cup se dispute du 16 au 18 août 2013 sur le parcours du Colorado Golf Club de Parker, Colorado aux États-Unis.
L'équipe d'Europe, dont la capitaine est la Suédoise Liselotte Neumann, défend victorieusement le trophée qu'elle avait remporté en 2011 en s'imposant 18 à 10 face à l'équipe américaine dirigée par Meg Mallon. C'est la première fois de l'histoire de cette compétition que l'équipe européenne s'impose sur le sol américain.

## Le contexte
Après trois victoires consécutives, de 2005 à 2009, l'équipe américaine est vaincue en Irlande lors de l'édition 2011. Elle domine toutefois le palmarès avec huit victoires en douze éditions.
L'équipe européenne ne s'est encore jamais imposée sur le sol américain.

## Les équipes
Liselotte Neumann, six participations et assistante de Alison Nicholas lors de l'édition 2009, est désignée capitaine pour cette édition en mars 2012. Elle désigne deux compatriotes, Carin Koch  et Annika Sörenstam comme vice-capitaines, cette dernière occupant ce rôle en 2011 auprès de Alison Nicholas.
Chez les Américaines, Meg Mallon est désignée capitaine en janvier 2012. Celle-ci, qui a disputé huit éditions en tant que joueuse, et vice-capitaine de Beth Daniel en 2009, choisit Laura Diaz et Dottie Pepper comme vice-capitaines.
Les critères et règles éligibilités sont différents selon les équipes. La sélection américaine applique pour la dernière fois une règle qui limite la sélection d'une joueuse à une américaine née sur le sol américain. En ce concerne le mode de sélection, le premier critère de sélection pour une Américaine est l'obligation de faire partie du circuit de la LPGA (Ladies professional golf association). Les huit premières américaines d'un classement établi sur les deux dernières années avec les résultats obtenus sur le circuit de la LPGA sont automatiquement sélectionnées. Deux places sont ensuite réservées aux deux joueuses les mieux classées du Women's World Golf Rankings. La capitaine a ensuite la responsabilité du choix des deux dernières participantes. Le choix de Mallon de prendre Michelle Wie est vivement critiquée, celle-ci ne présentant que peu de résultats probants sur les dernières années, avec une seule place dans Top 10 sur la saison 2013. Mallon choisit également Gerina Piller, joueuse qui dispute ainsi sa première Solheim Cup, ce qui porte à quatre le nombre de débutantes américaines.
Toutes les européennes doivent être membres du Ladies European Tour (LET). Les quatre premières joueuses sélectionnées sont les quatre joueuses possédant le plus de points sur les deux dernières saisons du tour européen. Les quatre suivantes sont les quatre joueuses les mieux classées au Women's World Golf Rankings. Liselotte Neumann, qui a la possibilité de choisir quatre joueuses, sélectionne la Suédoise Caroline Hedwall, l'Anglaise Jodi Ewart-Shadoff, l'Italienne Giulia Sergas et l'Anglaise Charley Hull, celle-ci devenant également la plus jeune joueuse de l'histoire de la compétition. Cette sélection porte à six le nombre de débutantes pour la sélection européenne.
| États-Unis                                 | États-Unis                                 | Europe                                                    | Europe                                                    |
| ------------------------------------------ | ------------------------------------------ | --------------------------------------------------------- | --------------------------------------------------------- |
|                                            |                                            |                                                           |                                                           |
| Capitaines                                 |                                            |                                                           |                                                           |
| Meg Mallon                                 | Meg Mallon                                 | Liselotte Neumann                                         | Liselotte Neumann                                         |
| Meg Mallon, debout, les mains dans le dos. | Meg Mallon, debout, les mains dans le dos. | Liselotte Neuman, debout, tenant un papier dans les main. | Liselotte Neuman, debout, tenant un papier dans les main. |
| Assistantes                                |                                            |                                                           |                                                           |
| Laura Diaz                                 | Laura Diaz                                 | Carin Koch                                                | Carin Koch                                                |
| Dottie Pepper                              | Dottie Pepper                              | Annika Sörenstam                                          | Annika Sörenstam                                          |
| Joueuse                                    | Note                                       | Joueuse                                                   | Note                                                      |
| Stacy Lewis                                | 2e participation                           | Suzann Pettersen                                          | 7e participation                                          |
| Paula Creamer                              | 5e participation                           | Catriona Matthew                                          | 7e participation                                          |
| Cristie Kerr                               | 7e participation                           | Carlota Ciganda                                           | 1re participation                                         |
| Angela Stanford                            | 5e participation                           | Caroline Masson                                           | 1re participation                                         |
| Brittany Lincicome                         | 4e participation                           | Beatriz Recari                                            | 1re participation                                         |
| Lexi Thompson                              | 1re participation                          | Anna Nordqvist                                            | 3e participation                                          |
| Jessica Korda                              | 1re participation                          | Karine Icher                                              | 2e participation                                          |
| Brittany Lang                              | 3e participation                           | Azahara Muñoz                                             | 2e participation                                          |
| Lizette Salas                              | 1re participation                          | Caroline Hedwall                                          | Choix du capitaine 2e participation                       |
| Morgan Pressel                             | 4e participation                           | Jodi Ewart Shadoff                                        | Choix du capitaine 1re participation                      |
| Gerina Piller                              | Choix du capitaine 1re participation       | Giulia Sergas                                             | Choix du capitaine 1re participation                      |
| Michelle Wie                               | Choix du capitaine 3e participation        | Charley Hull                                              | Choix du capitaine 1re participation                      |

## Format de la compétition
La compétition se déroule sur trois jours et compte vingt-huit parties, chacune d'entre d'elle octroyant un point au vainqueur, un demi point étant octroyé à chacune des équipes en cas d'égalité sur une partie.
Lors des deux premières journées, les parties se déroulent sous forme de foursomes et de four balls, quatre balles meilleure balle. Lors de ces rencontres, les capitaines n'ont pas l'obligation de faire participer l'ensemble des joueuses. Lors de la dernière journée, douze rencontres sont disputées sous la forme de simple.

## Compétition

### Première journée
La première journée voit la session du matin se dérouler sous la forme de foursomes. Quatre rencontres sont également au programme de la deuxième session, disputée en quatre balles meilleure balle.
L'équipe européenne termine cette première journée avec un avantage de un points, 6 ½ à 5 ½. Deux de ces points sont apportés par la Norvégienne Suzann Pettersen, septième participation, d'abord avec l'Espagnole Beatriz Recari qui fait ses premiers pas dans la compétition, puis l'après-midi avec Carlota Ciganda, autre espagnole et également débutante. Celle-ci est à l'origine d'un incident sur le quinzième trou du parcours : après près de 30 minutes de discussions, elle drop un coup, les officiels déclarant plus tard que la règle n'avait pas été respectée. Cela est d'autant plus mal accepté par l'équipe américaine qu'aucune des deux joueuses de cette paire ne réussit le birdie, alors que c'est l'Espagnole qui assure le par permettant aux européennes de partager ce trou.
Une autre européenne, Caroline Hedwall choix de la capitaine, apporte deux points à son équipe : d'abord avec sa compatriote Anna Nordqvist, puis avec l'allemande Caroline Masson.
| États-Unis    | Résultats          | Europe                |
| ------------- | ------------------ | --------------------- |
| Lewis/Salas   | Europe : 4 & 2     | Nordqvist/Hedwall     |
| Lang/Stanford | Europe : 2 & 1     | Pettersen/Recari      |
| Pressel/Korda | États-Unis : 3 & 2 | Matthew/Ewart Shadoff |
| Kerr/Creamer  | Europe : 2 & 1     | Muñoz/Icher           |
| 1             | Session            | 3                     |
| 1             | Au général         | 3                     |

| États-Unis      | Résultats          | Europe            |
| --------------- | ------------------ | ----------------- |
| Lewis/Thompson  | Europe : 1 up      | Pettersen/Ciganda |
| Stanford/Piller | Europe : 2 & 1     | Hedwall/Masson    |
| Lincicome/Lang  | États-Unis : 4 & 3 | Nordqvist/Sergas  |
| Kerr/Wie        | États-Unis : 2 & 1 | Matthew/Hull      |
| 2               | Session            | 2                 |
| 3               | Au général         | 5                 |

### Deuxième jour
Comme la première journée, la session du matin se déroule sous la forme de foursomes, l'après-midi en quatre balles meilleure balle.
Malgré la réussite de Nordqvist qui réussit le premier trou en un de l'histoire de la compétition, et remporte sa partie avec Hedwall après avoir remonté un déficit de quatre points face à la paire Morgan Pressel et Jessica Korda, l'équipe américaine revient à un point après la session des foursomes.
Toutefois, l'équipe européenne prend un grand avantage en remportant les quatre parties de l'après-midi. La dernière partie opposant les Américaines Cristie Kerr et Morgan Pressel à l'Espagnole Beatriz Recari et la Française Karine Icher voit de nouveau une grand discussion après que Kerr et Recari aient toutes deux mises leur balle dans l'eau. Finalement, la paire européenne remporte cette partie avec deux coups d'avance.
| États-Unis      | Résultats        | Europe            |
| --------------- | ---------------- | ----------------- |
| Pressel/Korda   | Europe 2 & 1     | Nordqvist/Hedwall |
| Lewis/Creamer   | États-Unis 1 up  | Muñoz/Icher       |
| Lincicome/Salas | Égalité          | Matthew/Masson    |
| Wie/Lang        | États-Unis 2 & 1 | Pettersen/Recari  |
| 2 ½             | Session          | 1 ½               |
| 5 ½             | Au général       | 6 ½               |

| États-Unis       | Résultats      | Europe             |
| ---------------- | -------------- | ------------------ |
| Creamer/Thompson | Europe : 2 up  | Ewart Shadoff/Hull |
| Piller/Stanford  | Europe : 1 up  | Muñoz/Ciganda      |
| Wie/Korda        | Europe : 2 & 1 | Hedwall/Masson     |
| Kerr/Pressel     | Europe : 2 up  | Recari/Icher       |
| 0                | Session        | 4                  |
| 5 ½              | Au général     | 10 ½               |

### Dernier jour: les simples
L'équipe européenne, qui a besoin de trois points et demi pour au moins terminer à quatorze partout et ainsi conserver le trophée, est rapidement rassurée :après un premier point donné par Charley Hull qui l'emporte cinq et quatre face à Paula Creamer, Caroline Hedwald, grâce à un birdie sur le dix-huit, l'emporte de un point sur Michelle Wie et apporte ainsi ce quatorzième point. Elle devient la première joueuse de l'histoire de la compétition à remporter cinq points lors d'une même édition. Après un nouveau demi point apporté par Catriona Matthew, la victoire est assurée pour l'Europe qui l'emporte finalement 18 à 10 en remportant sept point et demi quatre et demi pour les Américaines.
| États-Unis         | Résultats          | Europe             |
| ------------------ | ------------------ | ------------------ |
| Stacy Lewis        | Égalité            | Anna Nordqvist     |
| Paula Creamer      | Europe : 5 & 4     | Charley Hull       |
| Brittany Lang      | États-Unis : 2 & 1 | Azahara Muñoz      |
| Morgan Pressel     | Europe : 4 & 2     | Carlota Ciganda    |
| Michelle Wie       | Europe : 1 up      | Caroline Hedwall   |
| Gerina Piller      | Égalité            | Catriona Matthew   |
| Lizette Salas      | Égalité            | Suzann Pettersen   |
| Jessica Korda      | Égalité            | Giulia Sergas      |
| Lexi Thompson      | États-Unis : 4 & 3 | Caroline Masson    |
| Brittany Lincicome | Europe 3 & 2       | Jodi Ewart Shadoff |
| Angela Stanford    | Europe 2 & 1       | Beatriz Recari     |
| Cristie Kerr       | Égalité            | Karine Icher       |
| 4 ½                | Session            | 7 ½                |
| 10                 | Au général         | 18                 |